# Urban Sobéus
Urban Rune Sobéus, ursprungligen Svensson, född 11 mars 1935 i Lysekils församling i Göteborgs och Bohus län, död 30 september 2009 i Värmdö församling i Stockholms län, var en svensk militär och militärhistoriker.

## Biografi
Sobéus var son till skolvaktmästaren William Svensson och Inga Johansson. Han blev fänrik i kustartilleriets reserv 1958 och avlade studentexamen vid Försvarets läroverk 1961. Han gick på Kungliga Sjökrigsskolan 1961–1962 och utnämndes 1962 till fänrik vid Karlskrona kustartilleriregemente, varefter han befordrades till löjtnant 1963. Han gick Allmänna kursen vid Militärhögskolan 1968–1969, befordrades till kapten 1969 och gick Stabskursen vid Militärhögskolan 1970–1972. Han befordrades till major 1972, var lärare vid Kustartilleriets skjutskola från 1972 och gick Stabskursen på Marinlinjen vid Militärhögskolan 1973. År 1975 befordrades han till överstelöjtnant, varefter han studerade vid United States Marine Corps Command and Staff College 1975–1976 och var kurschef och lärare vid Militärhögskolan 1976–1978. Han var bataljonschef och fortchef vid Kungsholms fort 1978–1980 och regementsbefälhavare vid Operationsledningen i Försvarsstaben 1980–1982 samt studerade vid Försvarshögskolan 1981. År 1982 befordrades han till överste, varefter han var chef för Gotlands kustartilleriförsvar med Gotlands kustartilleriregemente 1982–1985. Han befordrades till överste av första graden 1985 och var chef för Stockholms kustartilleriförsvar med Vaxholms kustartilleriregemente 1985–1994. Sobéus pensionerades från Försvarsmakten 1995.
Urban Sobéus invaldes 1977 som ledamot av Kungliga Örlogsmannasällskapet. Sobéus var ordförande i Vaxholms fästnings museivänner och skrev böcker och artiklar i främst militära ämnen. Han var redaktör för Tidskrift för kustartilleriet 1973–1975. Han gifte sig 1962 med arbetsterapeuten Marianne Klingspor (född 1937), dotter till doktor Wathier Klingspor och Birgit von Euler Chelpin. Urban Sobéus är begravd på Djursholms begravningsplats.